# Peoria Heights
Peoria Heights est un village situé en limite des comtés de Peoria, Tazewell et Woodford dans l'Illinois, aux États-Unis,. Il est incorporé le 10 novembre 1901. Il est implanté en bordure du lac Upper Peoria (en), une partie de la rivière Illinois.

## Démographie
Lors du recensement de 2010, le village comptait une population de 6 156 habitants. Elle est estimée, en 2016, à 5 936 habitants.

### Source de la traduction
- (en) Cet article est partiellement ou en totalité issu de l’article de Wikipédia en anglais intitulé « Peoria Heights, Illinois » (voir la liste des auteurs).